# Hồng Cốc Than
Hồng Cốc Than (giản thể: 红谷滩区; phồn thể: 紅谷灘區; bính âm: Hónggǔtān qū) là một quận của Nam Xương, thủ phủ của tỉnh Giang Tây Trung Quốc. Quận này trải dài trên một diện tích lên đến trên 175 km2 với dân số khoảng 600.000 người.

## Hành chính
Hồng Cốc Than được chia ra làm 2 đơn vị hành chính cấp hương, gồm 1 nhai đạo và 1 trấn. Ngoài ra quận này còn quản lí 3 đơn vị tương đương cấp hương khác
- Nhai đạo: Sa Tỉnh (沙井街道)
- Trấn: Sinh Mễ (生米镇)

Đơn vị ngang cấp hương khác
- Quản lí xứ: Hiền Sĩ Hồ (贤士湖管理处), Dương Nông (扬农管理处), Phượng Hoàng Châu (凤凰洲管理处)